# ملكة إسبانيا (فلم)
ملكة إسبانيا (بالإسبانية: La reina de España) هو فيلم درامي كوميدي إسباني تم إنتاجه في سنة 2016 وهو من إخراج فرناندو ترويبا وبطولة بينيلوب كروز وأنطونيو ريسينز ونيوس أسينسي وأنا بيلين وخافيير كامارا، تتكلم قصة الفيلم عن أحداث تقع بعد حوالي 20 سنة من فيلم فتاة أحلامك في منتصف عقد الخمسينات حيث تصبح الممثلة ماكارينا غرانادا مشهورة في هوليوود لتعود إلى إسبانيا وتمثل فيلم تقود بأداء دور الملكة إيزابيلا الأولى، ترشحت من خلال هذا الفيلم الممثلة بينيلوب كروز لنيل جائزة غويا أفضل ممثلة.

## البطولة
- بينيلوبي كروز بدور ماكارينا غرانادا
- أنطونيو ريسينيس بدور بلاس فونتيفيروس
- نيوس أسينسي بدور لوسيا غانديا
- أنا بيلين بدور أنا
- خافيير كامارا بدور بيبي بونيا
- كينو دارين بدور ليو
- لوليس ليون بدور ترينيداد مورينوس
- أرتورو ريبشتاين بدور سام سبيغلمان
- خورخيه سانز بدور خوليان تورالبا
- روزا ماريا ساردا بدور روزا روزاليس
- سانتياغو سيغورا بدور كاستيو
- كلايف ريفيل بدور غاري جونس
- ماندي باتنكين بدور جوردان بريمان
- أيدا فولك
- كارلوس أرزيزس بدور فرانشيسكو فرانكو
- رامون باريا بدور رامون

## وصلات خارجية
- مقالات تستعمل روابط فنية بلا صلة مع ويكي بيانات
- ملكة إسبانيا على قاعدة بيانات الأفلام على الإنترنت